# Deducción de la fórmula de Bhaskara
La fórmula de Bhaskara o fórmula general para las ecuaciones cuadráticas es una regla general que permite determinar las raíces de un polinomio de segundo grado. Fue deducida por el famoso matemático indio Bhaskara.[cita requerida]
Lo que se busca es determinar los valores  {\displaystyle x_{1},x_{2}\,} para los cuales la ecuación {\displaystyle ax^{2}+bx+c=0\,} tiene solución:

## Demostración sencilla por cambio de variable
Demostración por traslado de la función:
La ecuación de segundo grado representa una parábola, y su mínimo o máximo lo encontramos igualando su derivada a 0, (punto en que la pendiente es 0). 
{\displaystyle f(x)=ax^{2}+bx+c\Rightarrow f'(x)=2ax+b=0\Rightarrow x=-{\frac {b}{2a}}\,}
.1-Trasladaremos la función de modo que este punto se encuentre en el punto 0 del eje "x".
de esta forma, el eje "y ", dividirá la  función en dos partes simétricas:
Matemáticamente equivale al cambio de variable: {\displaystyle x=z-{\frac {b}{2a}}\,}
{\displaystyle f(x)=f\left(z-{\frac {b}{2a}}\right)=az^{2}+{\frac {b^{2}}{2^{2}a}}-bz+bz-{\frac {b^{2}}{2a}}+c=az^{2}+{\frac {b^{2}-2b^{2}+2^{2}ac}{2^{2}a}}}
2.-Hallemos las raíces de la ecuación, es decir, resolvemos {\displaystyle f(x)=0}, que nos dará dos soluciones simétricas respecto del eje y
{\displaystyle az^{2}+{\frac {b^{2}-2b^{2}+2^{2}ac}{2^{2}a}}=0\Rightarrow az^{2}={\frac {b^{2}-2^{2}ac}{2^{2}a}}\Rightarrow z={\frac {\pm {\sqrt {b^{2}-2^{2}ac}}}{2a}}}
3.-Ya solo nos queda deshacer el cambio de variable:
{\displaystyle x=z-{\frac {b}{2a}}={\frac {\sqrt {b^{2}-2^{2}ac}}{2a}}-{\frac {b}{2a}}\Rightarrow x={\frac {-b\pm {\sqrt {b^{2}-2^{2}ac}}}{2a}}\,}
Demostración por cambio de variable:
Se puede simplificar aplicando el cambio de variable {\displaystyle 2m=b/a} y {\displaystyle n=c/a}. Así la ecuación queda:
{\displaystyle ax^{2}+bx+c=0\,}
- Se aplica el cambio de variable

{\displaystyle x^{2}+2mx+n=0\,}
- Sumando {\displaystyle m^{2}} para ajustar cuadrados, y restando n en ambos miembros

{\displaystyle x^{2}+2mx+m^{2}=m^{2}-n\,}
- Y seguidamente contrayendo de la siguiente manera

{\displaystyle (x+m)^{2}=m^{2}-n\,}
- Se aplica la raíz cuadrada a ambos lados

{\displaystyle x+m=\pm {\sqrt {m^{2}-n}}\,}
- Restando {\displaystyle m} a ambos lados

{\displaystyle x=-m\pm {\sqrt {m^{2}-n}}\,}
- Deshaciendo la sustitución, {\displaystyle m=b/2a} y {\displaystyle n=c/a}

{\displaystyle x=-{\frac {b}{2a}}\pm {\sqrt {\left({\frac {b}{2a}}\right)^{2}-{\frac {c}{a}}}}\,}
- Y operando se obtiene la siguiente ecuación:

{\displaystyle x={\frac {-b\pm {\sqrt {b^{2}-4ac}}}{2a}}\,}

## Demostración
- Partiendo de la ecuación

{\displaystyle ax^{2}+bx+c=0\,} con {\displaystyle a\neq 0}
- Se multiplica por {\displaystyle 4a}

{\displaystyle 4a^{2}x^{2}+4abx+4ac=0\,}
- Seguidamente se suma {\displaystyle b^{2}}

{\displaystyle b^{2}+4a^{2}x^{2}+4abx+4ac=b^{2}\,}
- Reordenando se observa que es el cuadrado de la suma y por tanto:

{\displaystyle 4a^{2}x^{2}+4abx+b^{2}=b^{2}-4ac\,}
- Y contrayendo la identidad notable

{\displaystyle (2ax+b)^{2}=b^{2}-4ac\,}
- Aplicación de la raíz cuadrada a ambos lados

{\displaystyle 2ax+b=\pm {\sqrt {b^{2}-4ac}}\,}
- Restando {\displaystyle b} a ambos lados de la igualdad

{\displaystyle 2ax=-b\pm {\sqrt {b^{2}-4ac}}\,}
- Como {\displaystyle a\neq 0}  se divide entre {\displaystyle 2a}

{\displaystyle x_{1,2}={\frac {-b\pm {\sqrt {b^{2}-4ac}}}{2a}}\,}